# 蔡正孫
蔡正孙（1239年—？），字粹然，号蒙斋，又号蒙斋野逸叟、蒙斋野逸人、方寸翁，福建建安 (今福建建瓯) 人。
宋理宗嘉熙三年（1239年）出生，谢枋得的学生。二十一歲随父亲至行在临安参加国子监考试。南宋亡后归隐建安，以诗酒自娱。大德四年（1300年）尚在世。编有《诗林广记》、《唐宋千家联珠诗格》以及《精刊补注东坡和陶诗话》。又撰有《陶苏诗话》，已佚。有子蔡弥高。